# Fédération de Football du Burundi
Die Fédération de Football du Burundi ist der nationale Fußballverband von Burundi. 
Der Fußballverband Burundis wurde 1948 gegründet. Seit 1972 ist der Verband Mitglied der CAF sowie der FIFA.
Der Verband organisiert seit 1972 die nationale Burundi Premier League und den nationalen Pokal Burundian Cup. Des Weiteren organisiert der Verband die Spiele der burundischen A-Nationalmannschaft und den Fußball-Jugendnationalmannschaften.